# 三沢伸
三沢 伸（みさわ しん、本名：三澤 伸（読み同じ）、1961年7月1日 - ）は、日本の男性アニメーション演出家、アニメーション監督。東京都出身。血液型はO型。

## 来歴
横浜放送映画専門学院（現・日本映画大学）を卒業後、岡安編集室（現・岡安プロモーション）の社員の紹介で土田プロダクションに入社。同プロダクションの社員として初めて携わったアニメーションは、テレビアニメ『おじゃまんが山田くん』である。『おじゃまんが山田くん』と『さすがの猿飛』の制作に演出助手として関わった後、『らんぽう』の第2話「クェ〜ッ!! 黒コゲの大決闘」で演出デビュー。
1986年、土田プロダクションと前後して、事実上の後身となったスタジオコメットへ移籍し、同社が手掛けた数多くのテレビアニメで絵コンテや演出を担当。1991年には『ハイスクールミステリー学園七不思議』で監督デビューした。
1996年にスタジオコメットを一時退社し、1クールで降板したやすみ哲夫の後任としてスタジオぎゃろっぷ制作の『こちら葛飾区亀有公園前派出所』の監督を一時務めた。以降はフリーランス演出家の立場で、スタジオコメット作品に参加を続けている。『頭文字D』を監督した際には、車両関係を3DCGで制作する手法をとった。後年の作品でもしばしば3DCGのディレクションを担当している。
近年は、スタジオコメットの社員であったせきやまあきひろとの繋がりから、バンダイナムコピクチャーズの作品にデザイナー・アドバイザーとして関わる機会が増えている。

## 参加作品

### テレビアニメ
1982年
- さすがの猿飛（-1984年、絵コンテ）

1984年
- らんぽう（演出）
- あした天気になあれ（-1985年、絵コンテ・演出）

1985年
- ハイスクール!奇面組（-1987年、コンテ・演出）

1987年
- ついでにとんちんかん（-1988年、コンテ・演出）

1988年
- 名門!第三野球部（-1989年、コンテ・演出・構成（第21話））

1989年
- ドラゴンクエスト（-1990年、コンテ・演出）

1991年
- ハイスクールミステリー学園七不思議（-1992年、監督・コンテ・演出）

1992年
- まぼろしまぼちゃん（コンテ・演出）
- ツヨシしっかりしなさい（-1994年、監督・コンテ・演出）

1994年
- キャプテン翼J（-1995年、コンテ・演出）

1996年
- 青空少女隊（演出）
- 水色時代（-1997年、コンテ・演出）
- こちら葛飾区亀有公園前派出所（-2004年、監督・絵コンテ・演出 1998年まで）

1997年
- ケロケロちゃいむ（演出）

1998年
- 頭文字D（監督・絵コンテ・演出）

1999年
- ビックリマン2000（-2001年、CGディレクター）

2001年
- Dr.リンにきいてみて!（-2002年、監督・コンテ・演出）

2002年
- ホイッスル!（コンテ）
- 真・女神転生Dチルドレン ライト&ダーク（-2003年、監督（第27話 - ））

2004年
- 陸奥圓明流外伝 修羅の刻（監督・絵コンテ・演出） ※三澤伸名義
- スクールランブル（-2005年、演出）

2005年
- capeta（-2006年、監督・絵コンテ・演出）

2007年
- こどものじかん（絵コンテ） ※みさわしん名義

2008年
- 二十面相の娘（絵コンテ・演出）
- 魍魎の匣（CGワークス）

2009年
- クプ〜!!まめゴマ!（絵コンテ） ※みさわしん名義
- 鋼の錬金術師 FULLMETAL ALCHEMIST（絵コンテ）
- 宙のまにまに（CGディレクター）

2010年
- 毎日かあさん（演出）
- ジュエルペット てぃんくる☆（絵コンテ）
- イナズマイレブン（絵コンテ）

2011年
- うたの☆プリンスさまっ♪ マジLOVE1000%（絵コンテ）
- ジュエルペット サンシャイン（絵コンテ・演出・演出協力）

2012年
- トータル・イクリプス（絵コンテ・設定協力）
- ペーパーマン（監督・絵コンテ・演出）
- ジュエルペット きら☆デコッ!（演出）

2013年
- ジョジョの奇妙な冒険（絵コンテ）
- ぎんぎつね（監督・OPED絵コンテ・演出）

2014年
- 悪魔のリドル（絵コンテ）
- テラフォーマーズ（絵コンテ）

2015年
- 美男高校地球防衛部LOVE!（絵コンテ・ED絵コンテ・演出）
- 聖剣使いの禁呪詠唱（絵コンテ）
- 空戦魔導士候補生の教官（絵コンテ）

2016年
- プリパラ（絵コンテ）
- 三者三葉（絵コンテ）
- 美男高校地球防衛部LOVE!LOVE!（絵コンテ）

2018年
- 美男高校地球防衛部HAPPY KISS!（絵コンテ）

2019年
- 荒野のコトブキ飛行隊（絵コンテ）
- 臨死!!江古田ちゃん（監督（第7話）・クラフトワーク・VFX）
- RobiHachi（コンセプトデザイン・絵コンテ・演出）
- 魔入りました!入間くん（絵コンテ）

2022年
- BIRDIE WING -Golf Girls' Story-（ゴルフコースデザイン・コンセプトアート・CG監修・エンディングアニメーション）

2025年
- Aランクパーティを離脱した俺は、元教え子たちと迷宮深部を目指す。（コンセプトデザイン）

### 劇場アニメ
1993年
- 映画ツヨシしっかりしなさい

2022年
- ぼくらのよあけ（アートワークス）

### OVA
1996年
- ファイアーエムブレム 紋章の謎（監督・絵コンテ・演出）

2000年
- ジオブリーダーズ2 魍魎遊撃隊 File-XX 乱戦突破（監督・絵コンテ・演出）

2011年
- Baby Princess 3Dぱらだいす0（ラブ）（CGディレクター）

### その他
2011年
- ぼくらのよあけ（月刊アフタヌーン）スペシャルサンクス